# Chantemerle-lès-Grignan
Chantemerle-lès-Grignan település Franciaországban, Drôme megyében. Lakosainak száma 244 fő (2022. január 1.). Chantemerle-lès-Grignan Chamaret, Clansayes, Grignan, Montségur-sur-Lauzon, Réauville és Valaurie községekkel határos.

## Népesség
A település népességének változása:
| Lakosok száma | 115  | 114  | 180  | 214  | 251  | 271  | 251  | 242  | 244  | 244  |
|               | 1968 | 1982 | 1990 | 2006 | 2013 | 2015 | 2017 | 2019 | 2020 | 2022 |